# Santa María de Dulcis
Santa María de Dulcis ist eine nordspanische Gemeinde (municipio) mit 209 Einwohnern (Stand: 2024) im Westen der Provinz Huesca in der Autonomen Region Aragonien.
Die Gemeinde besteht aus den Ortschaften Buera und Huerta de Vero, die bis 1975 eigenständige Gemeinden waren. In Huerta de Vero befindet sich der Verwaltungssitz. 

## Lage und Klima
Santa María de Dulcis liegt etwas südlich der Sierra de la Carrodilla etwa 35 Kilometer (Fahrtstrecke) ostsüdöstlich der Provinzhauptstadt Huesca in einer durchschnittlichen Höhe von etwa 520 m. Durch die Gemeinde fließt der Río Vero. Das Klima ist warm und gemäßigt (die Winter sind relativ kalt, die Sommer heiß); Regen (ca. 570 mm/Jahr) fällt übers Jahr verteilt.

## Bevölkerung
| Jahr      | 1991 | 2001 | 2011 | 2020 |
| --------- | ---- | ---- | ---- | ---- |
| Einwohner | 225  | 219  | 220  | 205  |

## Sehenswürdigkeiten
- Pfarrkirche San Juan Bautista in Buera
- Kirche Nuestra Señora de la Asunción in Huerta de Vero
- Einsiedelei Nuestra Señora de Dulcis in Buera, ursprünglich aus dem 13. Jahrhundert, im 16./17. Jahrhundert umgebaut

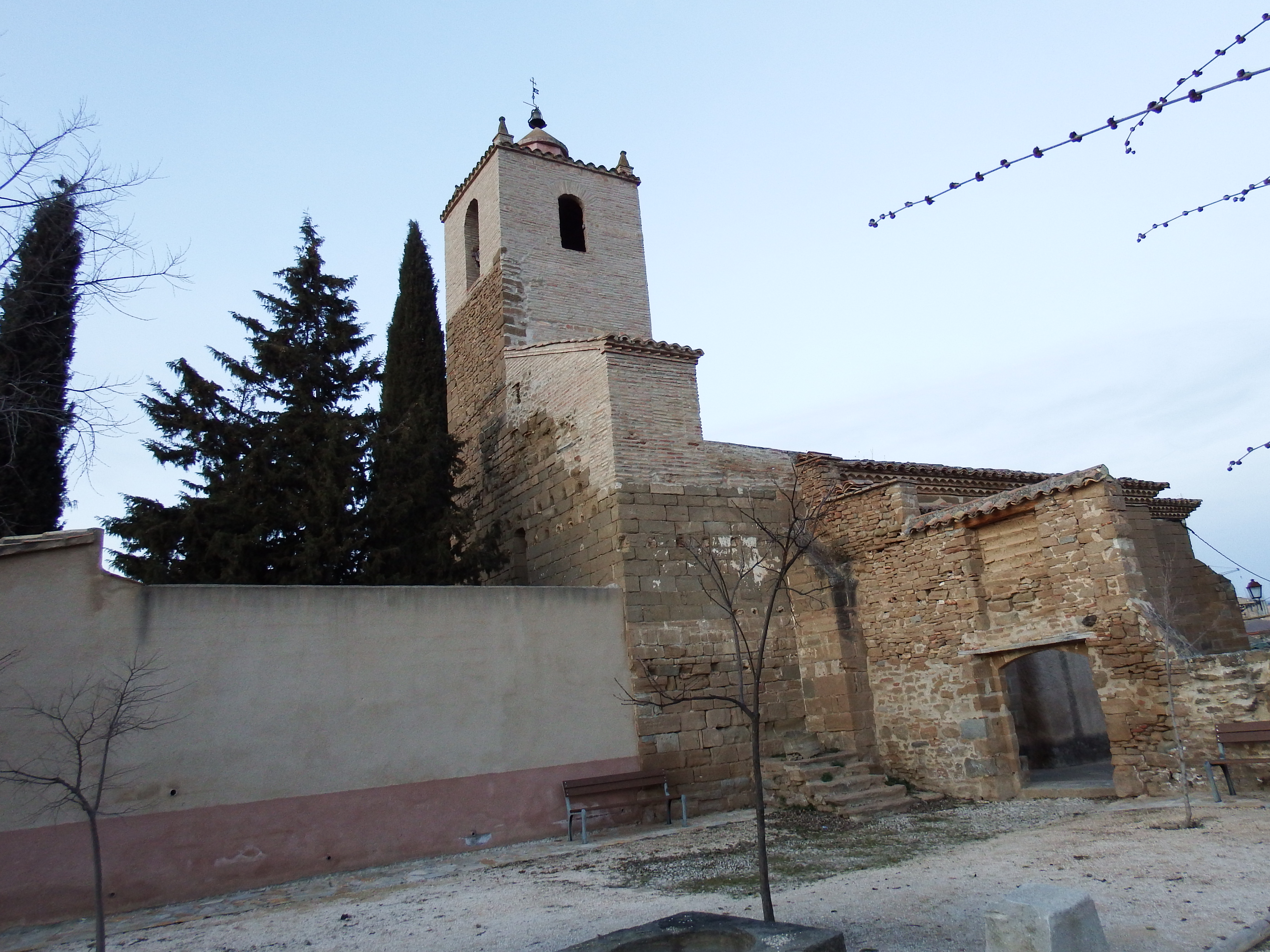
Pfarrkirche San Juan Bautista in Buera
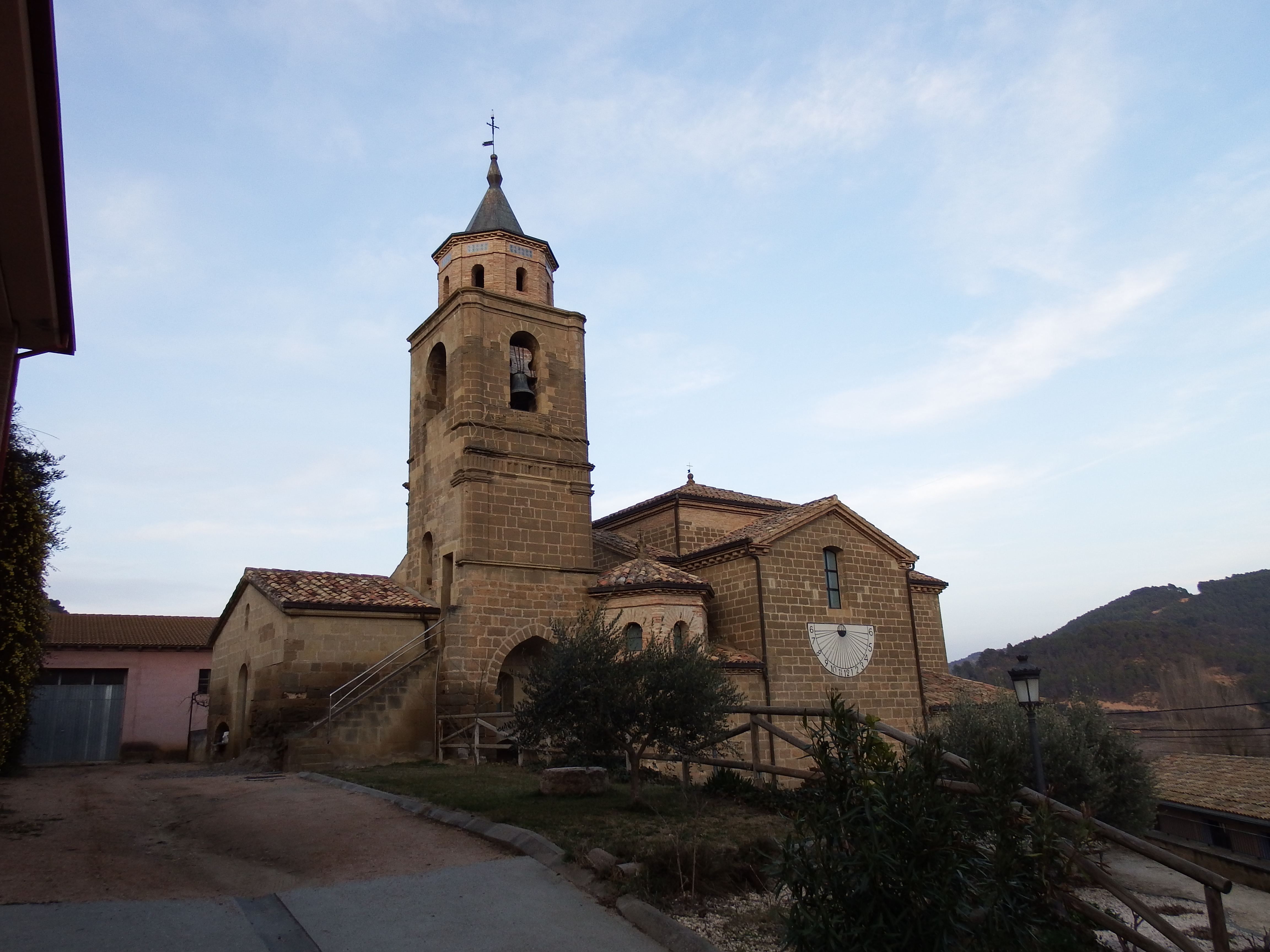
Kirche Nuestra Señora de la Asunción in Huerta de Vero